# Promachus snowi
Promachus snowi là một loài ruồi trong họ Asilidae. Promachus snowi được Hobby miêu tả năm 1940. Loài này phân bố ở vùng nhiệt đới châu Phi.